# Duellmanohyla schmidtorum
Espèce
Synonymes
- Ptychohyla schmidtorum Stuart, 1954

Statut de conservation UICN

 VU B1ab(iii)+2ab(iii) : Vulnérable
Duellmanohyla schmidtorum est une espèce d'amphibiens de la famille des Hylidae.

## Répartition
Cette espèce se rencontre entre 1 300 et 2 200 m d'altitude, :
- dans le sud-ouest du Guatemala dans les départements de San Marcos et de Quetzaltenango ;
- dans le sud du Mexique dans l'extrême Est de l'Oaxaca et dans le Sud du Chiapas.

## Description
Les 6 spécimens adultes mâles observés lors de la description originale mesurent entre 29,0 mm et 32,0 mm de longueur standard.

## Étymologie
Cette espèce est nommée en l'honneur de Karl Patterson Schmidt et de son frère Franklin James White Schmidt.

## Publication originale
- Stuart, 1954 : Descriptions of some new amphibians and reptiles from Guatemala. Proceedings of the Biological Society of Washington, vol. 67, p. 159-178 (texte intégral).